# Halticopterina tahoensis
Halticopterina tahoensis är en stekelart som beskrevs av Andersen 1990. Halticopterina tahoensis ingår i släktet Halticopterina och familjen puppglanssteklar. Inga underarter finns listade i Catalogue of Life.